# Electric (Katy Perry)
Electric è un singolo della cantante statunitense Katy Perry, pubblicato il 14 maggio 2021 come primo estratto dalla raccolta Pokémon 25: The Album.

## Pubblicazione
Il 13 gennaio 2021 è stato confermato che Katy Perry avrebbe preso parte alla raccolta Pokémon 25: The Album, progetto musicale realizzato per celebrare il venticinquesimo anniversario del media franchise Pokémon. La cantante, che si definisce «fan da una vita», ha annunciato titolo e copertina di Electric il 10 maggio 2021, fissandone la data di pubblicazione per il successivo 14 maggio. Il brano è stato scelto come primo singolo dell'album Pokémon 25: The Album, in uscita a fine anno.

## Video musicale
Il video musicale, uscito sul canale YouTube di Katy Perry in concomitanza con la commercializzazione del singolo, è stato annunciato il 13 maggio 2021 durante il notiziario di Good Morning America, che ne ha mostrato un'anteprima di trenta secondi.

## Tracce
Testi e musiche di Katy Perry, Bruce Wiegner, Jonathan Bellion, Jordan K. Johnson, Stefan Johnson, Lucas Marx, Oliver Peterhof, Rachel Kanner.
1. Electric – 3:13

## Classifiche
| Classifica (2021) | Posizione massima |
| ----------------- | ----------------- |
| Canada            | 97                |
| Croazia           | 29                |